# Ekaku Hakuin

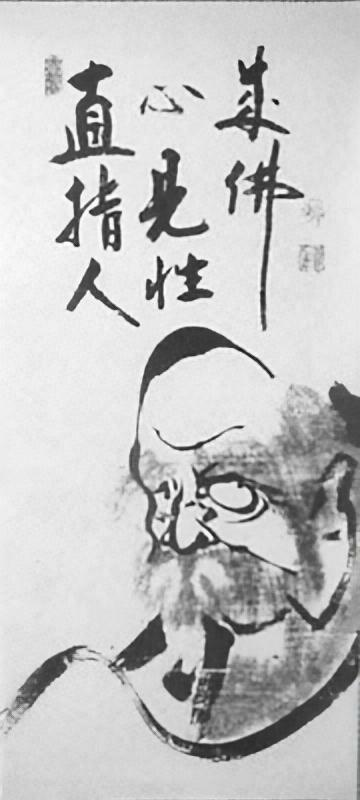
Portret Bodhidharmy i kaligrafia autorstwa Hakuina. Czytamy „Zen trafia bezpośrednio do serca, ujrzyj swoją naturę i zostań Buddą”

Ekaku Hakuin (jap. 白隠 慧鶴 Hakuin Ekaku; ur. 1686, zm. 1769) – japoński mistrz zen, który wywarł olbrzymi wpływ na buddyzm zen. Hakuin przekształcił szkołę zen rinzai z upadającej tradycji, pozbawionej ścisłej praktyki w szkołę znaną z ostrego stylu medytacji i praktyki koanów. Wszyscy współcześni praktycy rinzai używają metod wyprowadzonych z nauk Hakuina.

## Życiorys
Urodził się w 1686 w małej wiosce Hara u stóp góry Fudżi. Jego brat był zaprzysięgłym buddystą Nichiren i prawdopodobnie pod jego wpływem Hakuin postanowił zostać mnichem. Jako dziecko uczestniczył w wykładzie Nichiren na temat Ośmiu Gorących Piekieł. Poruszyło go to do głębi i wytworzyło u niego silny lęk przed piekłem.
W wieku 15 lat uzyskał zgodę rodziców na wstąpienie do klasztoru i został mnichem lokalnej świątyni zen, Shōin-ji. Kiedy opat Shōin-ji zachorował, Hakuin został odesłany do pobliskiej świątyni Daisho-ji, gdzie służył jako nowicjusz przez trzy lub cztery lata, studiując teksty buddyjskie. Tam też zapoznał się z Sutrą Lotosu, uważaną przez wyznawców Nichiren za najważniejszą, lecz rozczarowała go, gdyż stwierdził, że „składa się tylko z prostych opowieści o przyczynie i skutku”.
W wieku lat 19 trafił podczas swoich studiów na opowieść o mistrzu chan Yantou Quanhuo, brutalnie zamordowanym przez bandytów. Hakuina opowieść przygnębiła, gdyż nagle poczuł, że nawet tak wielki mnich nie może ustrzec się krwawej śmierci. Jak więc on, prosty mnich, mógł sądzić, że klasztorne życie uchroni go przed piekłem w następnym wcieleniu? Zarzucił więc zamiar zostania oświeconym mnichem, a nie chcąc wracać we wstydzie do domu, podróżował studiując literaturę i poezję. Gdy studiował wraz z poetą Bao, przydarzyło mu się coś, co pchnęło go z powrotem do monastycznego życia. Na dziedzińcu świątyni zobaczył wystawione mnóstwo ksiąg różnych szkół buddyzmu. Hakuin modlił się, aby dane mu było wybrać właściwą ścieżkę. Potem sięgnął i trafił na kolekcję opowieści zen z epoki Ming. Zainspirowany tym wydarzeniem poświęcił się praktyce zen.
Znowu wędrował przez dwa lata, aż trafił do świątyni Eigan-ji. To tu w 1708 doznał po raz pierwszy kensho (oświecenia). Zamknął się w kaplicy na siedem dni i w końcu przy dźwiękach świątynnego dzwonu osiągnął coś, co wydawało mu się intensywnym doświadczeniem satori, jednak jego mistrz odmówił potwierdzenia jego oświecenia i Hakuin opuścił świątynię.
Po opuszczeniu Eigan-ji Hakuin spotkał w świątyni Shōju-an mistrza Dōkyō Etana (1642-1721) znanego także jako Shōju Rojin, który najbardziej wpłynął na jego rozwój. Shoju był bardzo wymagającym nauczycielem, który spuszczał na Hakuina groźby i uderzenia, w celu sprowokowania satori. Po ośmiu miesiącach studiów i kilku kensho Hakuin opuścił Shoju. Choć nie zobaczył go nigdy więcej, a Shoju zmarł 13 lat później, wciąż myślał o nim jako o swoim głównym nauczycielu.
Po kilku kolejnych latach podróży i przejściowym kryzysie duchowym, w wieku 31 lat powrócił do Shoin-ji. Wkrótce został tam opatem, którą to funkcję pełnił przez kolejne 50 lat. W końcu w wieku 41 lat osiągnął ostateczne oświecenie (satori) czytając tę samą Sutrę Lotosu, którą na początku tak go rozczarowała. Napisał o tym doświadczeniu „Nagle osiągnąłem doskonałe, prawdziwe, ostateczne znaczenie Lotosu”.
To zdarzenie stanowiło punkt zwrotny w życiu Hakuina. Osiągnąwszy oświecenie, poświęcił resztę życia pomagając innym dojść do kensho. Spędził kolejne 40 lat nauczając w Shoin-ji, pisząc i dając wykłady. Na początku przychodziło tylko kilku mnichów, jednak wkrótce rozeszła się fama i studenci przybywali z całego kraju, aby medytować z Hakuinem. W końcu w Hara i w okolicy powstała cała społeczność licząca setki mnichów. Hakuin dał inka-shōmei (pozwolenie nauczania) ponad 80 swoim uczniom. Zmarł w Hara, tej samej wiosce, w której się urodził, w wieku 83 lat.

## Nauczanie
Hakuin był duchowym spadkobiercą i prawnukiem w Dharmie wielkiego mistrza chan Dahui Zonggao (1089-1163). Doszedł jednak do wniosku, iż zwykłe podążanie zaleceniami Dahui nie jest już wystarczające. Zdecydował, że jedynym sposobem znaczącego połączenia zen z codziennym życiem, będzie uzyskanie takiego stanu, gdy praktykujący będzie mógł faktycznie medytować w czasie zajmowania się swoimi codziennymi sprawami. Jeśli chodzi o Japonię, była to idea nowa i radykalna, chociaż już dawno została właściwie rozpracowana przez chińskich i koreańskich mistrzów.
W tym celu ponownie zajął się definicją oświecenia, tym, jak ono krzyżuje się z rzeczywistym światem oraz środkami jego urzeczywistnienia. Ponownie określił medytację, włączając w nią zarówno aspekt fizycznego działania, jak i aspekt spokojnego siedzenia. Dzięki temu każdy, nawet świecki buddysta, mógł praktykować w każdym czasie i w każdym miejscu. Dla Hakuina taka zdeterminowana medytacja zen pośród codziennych działań była najważniejszą praktyką.
Czym jest prawdziwa medytacja? Jest to czynienie wszystkiego: kasłanie, połykanie, poruszanie rękami, chodzenie, bezruch, mówienie, działanie, dobro i zło, powodzenie i hańba, osiąganie i tracenie, właściwe i błędne. W jednym jedynym kōanie.
Najważniejszym i najbardziej wpływowym wkładem Hakuina w zen był jego nacisk na praktykę kōanów. Wierzył on głęboko, że jest to najefektywniejsza droga doprowadzania uczniów do oświecenia. Psychologiczna presja i wątpliwości narastające, kiedy ktoś zmaga się z kōanem, mają stwarzać napięcie prowadzące do oświecenia. Hakuin nazwał to „wielkimi wątpliwościami”, pisząc „Na dnie wielkiego zwątpienia leży wielkie przebudzenie. Jeśli w pełni wątpisz, w pełni się obudzisz”.
Systematyzacja kōanów dokonana przez Hakuina była rewolucją w praktyce zen. W tym systemie, stworzonym przez Hakuina (być może przy współudziale jego następców) uczeń ma przypisywany przez mistrza kōan i medytuje nad nim. Kiedy student przebije się przez Wielkie Wątpliwości, jest testowany przez mistrza i dostaje następny kōan. Hakuin wybrał kōany do tej praktyki i stworzył wiele z nich. Najbardziej znany jest kōan „Jaki jest dźwięk jednej klaszczącej dłoni?” używany jako substytut tradycyjnego kōanu Wu stworzonego przez Zhaozhou. Hakuin odkrył, że jego wersja jest znacznie bardziej efektywna w wyzwalaniu wątpliwości u studentów.
Mimo braku formalnego wykształcenia w tym zakresie, i mimo że nie przywiązywał do swej twórczości wielkiej wagi, Hakuin był uznanym i wpływowym kaligrafem i malarzem, twórcą tzw. „obrazów zen” (zenga).

## Linia przekazu Dharmy zen
Pierwsza liczba oznacza liczbę pokoleń mistrzów od 1. Patriarchy indyjskiego Mahakaśjapy.
Druga liczba oznacza liczbę pokoleń od 28/1 Bodhidharmy, 28. Patriarchy Indii i 1. Patriarchy Chin.
Trzecia liczba oznacza początek nowej linii przekazu w danym kraju.
- 53/26. Yun’an Puyan (1156-1226)

- 54/27. Xutang Zhiyu (1185-1269)

- 55/28/1. Nampo Jōmyō (1235-1309) (także Shōmyō; Daiō Kokushi) Japonia. Szkoła rinzai.

- 56/292/. Shūhō Myōchō (1282-1338)

- 57/30/3. Kanzan Egen (także Muso Daishi) (1277-1360)

- 58/31/4. Juō Sōhistu (1296-1380)

- 59/32/5. Muin Sōin (1326-1410)

- 60/33/6. Nippo Soshun? (1368-1448) niepewny

- 61/34/7. Sekkō Sōshin (także Tozen) (1408-1486)

- 62/35/8. Tokuhō Zenketsu (1419-1506)
- 62/35/8. Keisen Soryū (bd)
- 62/35/8. Gokei Sōton (bd)
- 62/35/8. Tōyō Eichō (1429-1504)

- 63/36/9. Taiga Tankyo (zm. 1518)

- 64/37/10. Koho Genkun (zm. 1524)

- 65/38/11. Sensho Zuisho (bd)

- 66/39/12. Ian Chisatsu (1514–1587)

- 67/40/13. Tozen Soshin (1532–1602)

- 68/41/14. Yōzan Keiyō (bd) niepewny

- 69/42/15. Gudō Tōshoku (1579-1676)

- 70/43/16. Isshi Monju (1608-1646)
- 70/43/16. Shidō Bunan (1603-1676)

- 71/44/17. Dōkyō Etan (także Shoju Rojin) (1642-1721)

- 72/45/18. Hakuin Ekaku (1685-1768) szkoła Hakuina

- 73/46/19. Daido Don’e (bd)

- 74/47/20. To’un Zengi (zm. 1782)

- 73/46/19. Daikyu Eho (Genshu) (1716-1776)

- 74/42/15. Daiun Rinzei (zm. 1795)
- 74/42/15. Tengan Shiben (1737-1805)
- 74/42/15. Issan Shinko (1740-1815)

- 73/41/14. Suiō Genro (1716-1789)
- 73/41/14. Shokan Dairin (1724-1807)

- 74/42/15. Getsuan Shoyu (bd)
- 74/42/15. Bunrei Shogai (bd)

- 73/41/14. Ichidaku (bd)
- 73/41/14. Zenjo (bd)
- 73/41/14. Satsu świecka spadkobierczyni Dharmy
- 73/41/14. Tōrei Enji (1721-1792)

- 74/42/15. Daikan Monju (1766-1842)

- 73/41/14. Gasan Jitō (1726-1797)

- 74/42/15. Takujū Kosen także Daido Enkan (1760-1833)

- 75/43/16. Getusan Kokyo (Daiki Myokan) (1789-1855)
- 75/43/16. Seki’o Somin (Daitetsu Hogan) (1794-1857)
- 75/43/16. Hoshu Zemmyo (Dai’en Shokaku) (1802-1872)
- 75/43/16. Kaisan Sokaku (Bukoku Myogen) (1768-1846)

- 76/44/17. Kyodo Etan (1808-1896)

- 77/45/18. Kyuho Ichisei (1833-1916)

- 78/46/19. Ten’o Erin (1859-1889)

- 77/45/18. Daishu Soju (1817-1889)

- 78/46/19. Kodo Genchu (1830-1890)

- 76/44/17. Yosan Soshiki (1779-1859)

- 75/43/16. Sozan Genkyō także Jinki Myoyo (1798-1866)

- 76/44/17. Kasan Zenryo (1824-1893)

- 77/45/18. Sōhan Gempō także Sohan Genho (1848-1922)

- 78/46/19. Gempō Giyū (Yamamoto) (1869-1861)

- 79/47/20. Sōen Genju (Nakagawa) (1907-1984) USA – szkoła ameryk. rinzai

- 80/48/21. Suzuki Sochu (1921 – 1 stycznia 1990)
- 80/48/21. Maurine Myoon Freedgood (3 marca 1922 – 26 lutego 1990)
- 80/48/21. Shimano Eidō Tai (ur. 1932)

- 81/49/22. Jiro Andy Afable (bd)
- 81/49/22. Roko Sherry Chayat (bd)
- 81/49/22. Junpo Denis Kelly (bd)

- 79/47/20. Fujimori Kozen (bd)
- 79/47/20. Immari Beijo (bd)
- 79/47/20. Dokyu Kyudo Nakagawa (bd) opat Ryūtaku-ji w Mishimie

- 78/46/10. Tsuzan Soen (bd)

- 77/45/18. Tetsuo Chisei (1879-1937)

- 76/44/17. Horin Ginan (1847-1898)

- 77/45/18. Tsu’o Sotetsu (1868-1933)

- 76/44/17. Choshu Genkai (1830-1903)
- 76/44/17. Tankai Genju (1832-1903)
- 76/44/17. Gisen Monetsu (1845-1915)

- 75/43/16. Razan Gemma (1815-1867)

- 76/44/17. Nan’in Zengu (1834-1904)
- 76/44/17. Mugaku Bun’eki (1818-1887)

- 77/45/18. Daiko Sojun (1841-1911)

- 76/44/17. Toshu Zenchu (1839-1925)

- 77/45/18. Ko’in Jiteki (1866-1909)

- 75/43/16. Myōki Sōseki (1774-1848)

- 76/44/17. Karyō Zuika (1790-1859)

- 77/45/18. Tankai Genshō (1811-1898)

- 78/46/19. Dokutan Sōsan (1840-1917)

- 79/47/20. Nanshinken Mukai Koryō (1864-1935)

- 80/48/21. Nakamura Kyōsan Taiyū (1886-1954)

- 81/49/22. Miura Isshū Jitō (1903-1978 nie zostawił spadkobiercy Dharmy)

- 80/48/21. Shibayama Zenkei (1894-1974)

- 81/49/22. Fukushima Keido (ur. 1932) opat Tōfuku-ji w Kioto
- 81/49/22. Takayama Taigan (bd)

- 79/47/20. Harada Daiun Sogaku (1871-1961) należał także do linii Harada-Yasutani

- 75/43/16. Shun’nō Zen’etsu (1772-1845?)

- 76/44.

- 77/45. (liczba pokoleń tylko orientacyjna)

- 78/46.

- 79/47. Mokurai Sōen (1854-1930)

- 75/43/16. Goten Dokei (1814-1891)

- 76/44/17. Jitsuso Teijin (1851-1909)

- 77/45/18. Rosan Eko (bd)

- 75/43/16. Hogaku Soju (1825-1901)

- 74/42/15. Inzan Ien (1751-1814)

- 75/43/16. Shoju Sekkan (1766-1835)
- 75/43/16. Kokan Kohan (1776-1843)

- 76/44/17. Sotetsu Tsu’o (1801-1854)

- 77/45/18. Genshi Seitei (1815-1881)

- 78/46/19. Itei Yorei (1815-1901)
- 78/46/19. Teshū Yamaoka (10 czerwca 1836 – 19 lipca 1888)

- 75/43/16. Sōju Tōrin (zm. 1837)

- 76/44/17. Shōboku Settan (1801-1873)

- 77/45/18. Bundo Keichu (1824-1905)

- 78/46/19. Bun’i Tairyu (1826-1880)

- 79/47/20. Sogon Daigi (1841-1874)

- 80/48/21. I’so Sho’in (1865-1924) (data urodzin zbyt późna!)

- 81/49/22. Isei Muin (bd)

- 82/50/23. Itsugai Kaji’ura (ur. 1896)

- 83/51/24. Seikan Hasegawa (ur. 1945)

- 75/43/16. Taigen Shigen (Taigen Gisan) (1768-1837)

- 76/44/17. Taisetsu Jōen (1797-1855)

- 77/45/18. Dokun Jōshu (Dokuen Ogino) (1819-1895)

- 78/46/19. Sokai Kan’o (1856-1923)

- 79/47/20. Bunki Zeggaku (1872-1932)

- 78/46/19. Banryū Zenso (bd)

- 79/47/20. Jōten Sokō (bd)

- 80/48/21. Sasaki Jōshū (bd)

- 76/44/17. Daishin Etan (1792-1870)
- 76/44/17. Gisan Zenrai (1802-1878)

- 77/45/18. Tekisui Giboku (1822-1888)

- 78/46/19. Genseki Ryō’en (1842-1918)

- 79/47/20. Genjo Seisetsu (1877-1945) opat Tenryū-ji

- 80/48/21. Mumon Yamada (1900-1988)

- 81/49/22/1. Shodo Harada (ur. 1940) USA
- 81/49/22. Toga Masataka (bd)

- 80/48/21/1. Sogen Omori (1904-1994) USA (Hawaje)

- 81/49/22/2. Dogen Hosokawa (ur. 1947) USA (Hawaje)
- 81/49/22. Kakichi Kadawaki (bd)
- 81/49/22/2. Tenshin Tanouye (ur. 1938) USA (Hawaje)

- 82/50/23/3. Honda (bd) USA (Hawaje)
- 82/50/23/3. Kow (bd) USA (Hawaje)
- 82/50/23/3. Teruya (bd) USA (Hawaje)
- 82/50/23/3. Fumio Toyoda (zm. 4 lipca 2001) USA (Hawaje)

- 81/49/22. Katsuyo Terayama (ur. 1938)

- 77/45/18. Ekkei Shuken (Etsukei Shuken) (1809-1883)

- 78/46/19. Soho Kokan (1839-1903)

- 78/47/20. Echo Sosan (1851-1928)

- 80/48/21. Ueki Kendo (1871-?)

- 78/46/19. Sozen Jinjo (1842-1914)

- 77/45/18. Giseki Kodo (1839-1888)
- 77/45/18. Sotaku Koshu (1840-1907)
- 77/45/18. Kōsen Sōon (Imakita Kōsen) (1816-1892)

- 78/46/19. Kōgaku Sōen (Shaku Sōen) (1859-1919)

- 79/47/20. Tetsuō Sōkatsu (1870-1954)

- 80/48/21. Gotō Zuigan Sōseki (1879-1965)

- 81/49/22. Walter Nowick (bd)
- 81/49/22. Sesso Oda (1901-1966)
- 81/49/22. Morinaga Soko (1925-1995)

- 80/48/21. Shigetsu Sōshin Sasaki (1882-1945)

- 79/47/20. Hogaku Seigo (Hogaku Jiko) (bd)
- 79/47/20. Daisetsu Teitaro Suzuki (18 października 1870 – 12 lipca 1966) nie był spadkobiercą Dharmy, tylko starszym uczniem
- 79/47/20. Nyogen Senzaki (1876-1958) nie był spadkobiercą Dharmy, tylko starszym uczniem
- 79/47/20. Gyodo Taiko Furukawa (1872-1961)

- 80/48/21. Somei Fuko-an Tsuji (ur. 1903)
- 80/48/21. Tenzan Yasuda (bd)